# Меркурій Кесарійський
Мерку́рій Кесарі́йський (Каппадокі́йський; III століття) — християнський святий, шанований в лику великомучеників. Пам'ять в Православної церкви здійснюється 24 листопада (за юліанським календарем), в католицької церкви 11 листопада.
Згідно з житієм, Меркурій був скіф, перебував на службі в римській армії. Брав участь у поході імператора Декія проти готів. В одній з битв йому з'явився ангел, який вручив йому меч зі словами: «Не бійся, Меркурій, і не лякайся, бо я посланий на допомогу тобі, щоб зробити тебе переможцем. Прийми цей меч і прямуй на варварів; і коли переможеш їх, не забудь Господа Бога твого». Меркурій прийняв меч і під час битви убив ворожого полководця (в житії — царя), забезпечивши перемогу римської армії. За свою доблесть він отримав нагороду від імператора і був призначений воєначальником.
Одного разу уві сні йому знову з'явився ангел, який нагадав йому колишні слова: «не забувай Господа Бога твого, бо тобі належить постраждати за Нього та отримати вінець перемоги в преславне Царстві Його, зі усіма святими». Меркурій згадав, що його батько Гордіан був християнином та розповідав йому про свою віру. Після цих подій Меркурій, хоча і не прийняв хрещення, увірував в Ісуса Христа. Свою віру він відкрито сповідав перед імператором, відмовився принести жертви язичницьким богам за що був підданий різним мукам. За вироком Декія його відвезли в Кесарії Каппадокійської та відтяли голову.
З Меркурієм Кесарійським переказ пов'язує чудо, що стало причиною смерті імператора Юліана Відступника:
| Коли святий Василій Великий молився перед іконою Пресвятої Богородиці, — при якій було зображення святого великомученика Меркурія із списом, як воїна, — щоб злочестивий цар Юліан Відступник, великий гонитель та винищувач правовірних християн, не повернувся з Перської війни для винищення християнської віри, то побачив, що там, при іконі Пресвятої Богородиці, образ святого Меркурія зробився на деякий час невидимим, потім здався з закривавленим списом. А в той самий час Юліан Відступник був проколотий на Перської війні списом невідомого воїна, який негайно після того зробився невидимий. — Димитрій Ростовський. Житія святих (24 листопада) |